# Гожкув (Велицький повіт)
Гожкув (пол. Gorzków) — село в Польщі, у гміні Величка Велицького повіту Малопольського воєводства.
Населення — 955 осіб (2011).

## Демографія
Демографічна структура станом на 31 березня 2011 року:
|          | Загалом | Допрацездатний вік | Працездатний вік | Постпрацездатний вік |
| -------- | ------- | ------------------ | ---------------- | -------------------- |
| Чоловіки | 501     | 113                | 345              | 43                   |
| Жінки    | 454     | 110                | 271              | 73                   |
| Разом    | 955     | 223                | 616              | 116                  |